# Richard Alexander (Schauspieler, 1852)

Richard Alexander

Richard Alexander (* 2. November 1852 in Berlin; † 24. Mai 1923) war ein deutscher Theater- und Stummfilmschauspieler sowie Komiker und Intendant.

## Leben
Er war zuerst Kaufmann und gehörte diesem Stande vier Jahre an. Schon während dieser Zeit verbrachte er seine Mußestunden damit, die Schillerschen Heldenrollen auswendig zu lernen und sich mit Erfolg auf einer Liebhaberbühne zu versuchen. Endlich verließ er das Kontor gänzlich, nahm dramatischen Unterricht bei dem damaligen Oberregisseur am Viktoriatheater Wilhelm Hock und betrat am 23. April 1873 am Residenztheater in Berlin als Samaja in Hebbels Judith die Bühne. Dann ging er als jugendlicher Held und Liebhaber („Mortimer“, „Ferdinand“, „Carlos“) nach Potsdam, fühlte aber sehr bald, dass ihm das Fach der Konversationsrollen mehr zusagte, wie das Fach der getragenen Klassiker. 1874/75 wirke er am Stadttheater in Hamburg, 1875/76 am Stadttheater in Stettin, 1876/79 am Stadttheater in Nürnberg, wo er die Aufmerksamkeit Possarts erregte, der ihn nach München engagierte, wo er bis 1860 blieb. Hier gefiel Alexander in der Rolle des „Lothair“ in „Bibliothekar“ dem Direktor Karl von Bukowics so sehr, dass dieser ihm unmittelbar nach der Vorstellung einen Kontrakt für das Wiener Stadttheater vorlegte. Alexander unterzeichnete und wirkte dort 1880 bis 1881. Emil Thomas verpflichtete Alexander 1883 ans Wallnertheater. Am 1. September 1891 trat er zum Residenztheater über, wo er seit dieser Zeit auch als Direktionsstellvertreter wirkte.
Auf einer Jagdgesellschaft des Kaisers Wilhelm II. amüsierte dieser sich so sehr über Alexander, dass er ihm ein Engagement am Königlichen Schauspielhaus anbot. Alexander nahm das Angebot nicht an und wurde 1904 Direktor des Residenztheaters.
Während der 33. Wiederholung des Schwanks „Die Hochzeitsnacht“ verpasste ein Schauspieler seinen Einsatz, und Alexander bekam einen „Nervenschock“. Daraufhin wurde ihm ein Kuraufenthalt verordnet.
Bei seiner Reise dahin erfuhr er per Telegramm, „es hätte sich in Berlin das Gerücht verbreitet, ich wäre verrückt geworden und hätte mich ins Meer gestürzt“. Der Totgeglaubte telegrafierte umgehend zurück: „Im Begriff nach Helgoland zu fahren, um etwas Seeluft zu atmen, erfahre ich soeben von meinem heute erfolgten Tod. Da ich es vorziehe, mich in Berlin begraben zu lassen, werde ich mich selbst dorthin überführen und lade alle Leidtragenden ein, am Donnerstagabend im Residenztheater zu erscheinen, wo die Beisetzung in feierlicher Weise stattfinden wird.“
1912 gab er die Direktion des Theaters an Ferry Sikla ab. Vor seinem Tod im Jahre 1923 kam er noch zu einigen Stummfilmauftritten.

## Zeitgenössische Rezeption
„...Alexander bewegt sich mit einer Laune, deren man niemals überdrüssig wird, einer Leichtigkeit, die alle nur denkbaren Stimmungen ungezwungen durchläuft, und einer natürlichen Komik der Bewegungen und des Mienenspiel, die kaum ihresgleichen findet. Der beste Beweis seiner Künstlerschaft ist darin zu finden, daß er selbst bei täglichem Auftreten in derselben Rolle, zuweilen eine ganze Saison hindurch und gelegentlich auch noch länger, nichts von seiner Frische einbüßt...“

„Seine Späße klebten nicht, nichts wurde mit schweißiger Hand serviert, alles blieb nett und amüsant, und man brauchte sich nicht zu schämen, mit andern gelacht zu haben. Er war komisch: in seinen langen Beinen zuckte die Lustigkeit, in seiner Nase steckte die gute Laune, in seinem Kehlkopf gluckste der Humor. Er hat Hunderttausende froh gemacht.“

## Filmografie
- 1919: Der Raub der Sabinerinnen
- 1921: Freie Bahn dem Tüchtigen
- 1921: Das Kind der Diva
- 1922: Es bleibt in der Familie

## Publikation
- Meine Streiche beim Theater. Aus meinen Erinnerungen. Verlag August Scherl Berlin 1922.